# Tchirkpambo
Tchirkpambo est une petite ville du Togo située dans la préfecture de Bassar, dans la région de la Kara

## Géographie
Tchirkpambo est situé à environ 62 km de Bassar, chef-lieu de la préfecture.

## Vie économique
- Marché paysan

## Lieux publics
- École primaire